# ウルドゥニャ/オルドゥニャ
ウルドゥニャ(バスク語: Urduña)またはオルドゥニャ(スペイン語: Orduña)は、スペイン・バスク州ビスカヤ県のムニシピオ（基礎自治体）。両言語名が優劣の差なく公式名であり、スペイン内務省などは二言語の名称をスラッシュで分けたUrduña/Orduña（ウルドゥニャ/オルドゥニャ）という表記を用いている。

## 地理
アラバ県とブルゴス県とに挟まれた、ビスカヤ県の飛び地である。ネルビオン川左岸にあり、ネルビオン川谷の上流部にあたる。

## 歴史
アストゥリアス王アルフォンソ1世時代の8世紀、初めて名前が歴史上に登場した。1229年、ビスカヤ領主ロペ・ディアス・デ・アーロ2世よりフエロ（地域特別法）を授けられた。

## 出身者
- フアン・デ・ガライ - コンキスタドール。パラナ川を探検し、サンタフェやブエノスアイレスを建設した。